# Aurinia sinuata
Aurinia sinuata là một loài thực vật có hoa trong họ Cải. Loài này được (L.) Griseb. mô tả khoa học đầu tiên năm 1843.